# Туманов Віктор Андрійович
Віктор Андрійович Туманов (*16 грудня 1936 - 01 серпня 2022) — український учений — фармаколог. Доктор медичних наук, професор. Академік АН ВШ України з 1997 р.

## Біографія
Народився в м. Києві. Після закінчення Київського медичного інституту ім. О. О. Богомольця (1966) працював на кафедрі фармакології цього ж інституту асистентом і доцентом. З 1973 р. — заступник начальника, а потім начальник управління кадрів, навчальних закладів і соціального розвитку МОЗ України. З 1991 р. — професор кафедри фармакології Національного медичного університету ім. О. О. Богомольця, з 1996 р. — ректор (до 2007 р.) та завідувач кафедри фармакології Медичного інституту Української асоціації народної медицини. Доктор медичних наук (1990), професор (1991).

## Наукова діяльність
Наукова діяльність присвячена вивченню серцево-судинних засобів та науковому обґрунтуванню застосування в медичній практиці ефективних засобів народної і нетрадиційної медицини.
Автор та співавтор 300 наукових праць, із них — 4 авторських свідоцтв, 3 монографій, 2 довідників, 4 підручників та 8 навчальних посібників, зокрема підручників «Фармакологія» (1982, 2001), «Ангіопротектори» (1982), «Справочник по клинической фармакологии» (1986), «Экспериментальная и клиническая фармакология» (1995), «Фармакологія серцево-судинних захворювань у дітей» (2006).
Член президії Української ради миру, «Посол миру» від Міжнародної федерації миру, член ради ректорів України. Член наукової ради при Київському міському голові. Член науково-методичної комісії з вищої освіти МОН України, експертної ради ДАК України. Голова експертної комісії Державного фармацевтичного центру МОЗ України. Керівник Київського регіону координаційної ради недержавних ВНЗ України, член міжуніверситетського центру наукових досліджень та співпраці східної та південно-східної Європи CIRCEOS, член Дорадчого бюро американського біографічного інституту та експерт ВООЗ з фітопрепаратів. Член редакційних колегій багатьох наукових журналів.

## Нагороди
Нагороджений орденом «Знак пошани» (1985), Почесною грамотою Верховної Ради УРСР (1986). Лауреат Державної премії України (1986). Орден «За розбудову освіти» (2002). Відмінник охорони здоров'я. Відмінник освіти України. Лауреат Нагороди Ярослава Мудрого АН ВШ України (2002).